# كحلاء مشعرة
الكحلاء المشعرة نوع نباتي يتبع جنس الكحلاء من الفصيلة الحمحمية.

## البيئة والانتشار
موطنها منطقة مرسين في تركيا.